# فرودگاه بین‌المللی گلوستن اسکولز
فرودگاه بین‌المللی گلوستن اسکولز (به انگلیسی: Scholes International Airport at Galveston) یک فرودگاه همگانی بهره‌برداری هوایی با کد یاتا GLS است که یک باند فرود بتن دارد و طول باند آن ۱۸۲۹ متر است. این فرودگاه در شهر گلوستون، تگزاس کشور ایالات متحده آمریکا قرار دارد و در ارتفاع ۲ متری از سطح دریا واقع شده است.